# 代々木女子音楽院
代々木女子音楽院（よよぎじょしおんがくいん）は、日本の女性アイドルグループ。通称は「ヨヨジョ」。

## 概要
ミューズ音楽院によるアイドル・プロジェクト第1弾として結成された。2016年7月にデビュー。結成当時はミューズエンタープライズに所属し、東京・代々木を中心として活動していた。
2019年3月31日、メンバー全員が卒業し、Season2が解散した。その後、当時の研修生により新体制Season3がスタート。SAVAGE promotionに移籍。
2024年3月31日に品川Club eX（品川プリンスホテル）にて行われたワンマンライブをもって、現メンバー全員がグループを卒業し、Season4が終了した。
2024年4月1日、GOTANDA G6にて5期生デビューライブが行われ、現在活動中。

## メンバー
| 名前        | 読み            | 担当カラー | 誕生日         | 身長  | 血液型 | 出身地   | 加入期 | 備考               |
| ----------- | --------------- | ---------- | -------------- | ----- | ------ | -------- | ------ | ------------------ |
| 咲楽 蓮     | さくら れん     | 紫         | 2003年4月2日   |       |        | 神奈川県 | 5期生  | 元Licht            |
| 成宮 愛梨寿 | なるみや ありす | 赤         | 2005年7月6日   | 158cm |        | 栃木県   | 5期生  |                    |
| 中村 藍     | なかむら あお   | オレンジ   | 2002年11月20日 | 163cm |        | 千葉県   | 5期生  |                    |
| 黒岩 澄香   | くろいわ すみか | 白         | 2001年1月14日  |       |        | 東京都   | 5期生  |                    |
| 桜井 美咲   | さくらい みさき | ピンク     | 2002年7月26日  |       | B型    | 埼玉県   | 5期生  |                    |
| 幸宮 妃未   | ゆきみや ひみ   | 緑         | 2004年8月14日  | 150cm |        | 福岡県   | 5期生  |                    |
| 桜木 莉子   | さくらぎ りこ   | 水色       | 2005年6月3日   |       |        | 東京都   | 5期生  | 元放課後ライオット |

### 過去の所属メンバー
- 1期生
  - ひなのあや（卒業後 Premony、LoVEGReeN、MiiS）
  - 末吉桃子（卒業後 感覚ロヂック）
  - 豊川久仁[7]
  - 有村まりあ
  - 一ノ瀬優
  - 望月亜海[8]（卒業後 VANDARIZE、現 EMPATHY）
  - 新里菜摘（卒業後 Aphrodite）
  - 鈴野まみ
  - 丸中咲花
  - 小林千草[9]（卒業後 KiREI）
- 2期生
  - 榎本佳純[10]（SEVEN4と兼任[11]（当時）、卒業後 Jewel☆Rouge）
  - 横尾莉緒[12]（卒業後 噛ム噛ムバンパイア、現 Loulouchouchou）
  - 河合玲奈[13]（河井玲奈（元loop、現手羽先センセーションのカワイレナ）とは別人）（卒業後 NIJIIRO★サーカス団）
- 3期生
  - 森山小百合（現 .BPM）
  - 朝倉奈珠希[14]（卒業後 NAP、現 idoress）
  - 太田リズ[15]
  - 太神陽[16]（現 MEMORI）
- 4期生
  - 杉浦月那
  - 中島明子
  - 鈴木綺良々
  - 佐々木美桜（現 ラブアグレッション）

## 略歴
2016年07月11日 - ミューズ音楽院本館にてお披露目デビューライブ。
2016年11月11日 - ファーストシングル「山の手GIRL」発売。
2016年11月12日 -「山の手GIRL」PVフルバージョンが公開される。
2017年02月10日 - タイのバンコクで行われた「Japan Expo in Thailand 2017」に出演。
2017年04月01日 - 2期生加入。season2スタート。
2018年03月10日 - タイのバンコクで行われた「 Siamdol 1st Anniversary IDOL Super Live Thailand × Japan Friendship」に出演。
2018年06月01日 - 沖縄で撮影された「○×Summer」のミュージックビデオが公開される。
2018年07月27日 - 2期生の榎本佳純と3期生候補生による候補生ユニット「代々木女子音楽院23」結成。
2018年08月25日 - 横浜アリーナで開催された「@JAM EXPO 2018」に出演。
2019年03月31日 - ミューズモード音楽院本館ホールで行われたワンマンライブにて、全員卒業。現体制解散となる。
2019年04月01日 - 3期生候補生が正規メンバーとなる。season3スタート。
2019年07月26日 - マレーシアのクアラルンプールで開催された「Japan Expo Malaysia 2019」に出演。
2020年02月05日 - 杉浦月那、中島明子加入。season4となる。
2020年07月25日 - 4周年記念ライブにて鈴木綺良々、佐々木美桜が加入。
2021年07月25日 - 5周年記念ワンマンライブを青山スパイラルホールで開催。
2021年08月29日 - 代表曲4曲を現メンバーで再録して収録したDigital EPシングル 「はじめてのヨヨジョ」配信開始
2021年09月27日 - 仙台を中心として活動する姉妹グループ「杜の都女子音楽院」が誕生。
2022年03月21日　7thシングル『恋と不思議なCHEWING GUM!』のミュージックビデオが公開。
2022年03月22日 -『恋と不思議なCHEWING GUM!』が3月28日付けオリコン週間シングルランキング17位を記録（グループ過去最高、デイリーは最高3位）。
2022年09月03日 - ロードモバイル「JAPAN IDOL CONNECT FES 2022 出演権争奪バトル」で2位となり、立川ステージガーデンで開催された「JAPAN IDOL CONNECT FES 2022」に出演。
2023年07月17日 - 9thシングル「気まぐれBoogieBack!!」を10/31にrock fieldよりメジャーリリースすることが決定。
2023年12月04日 - 2024年3月31日のワンマンライブをもって全メンバーが卒業し、現体制を終了することを発表。
2024年04月01日 - 5期生デビューライブがGOTANDA G6にて行われた。

## 作品

### シングル
| #   | 発売日         | タイトル   | 型番       | 収録曲                                     | 備考                       |
| --- | -------------- | ---------- | ---------- | ------------------------------------------ | -------------------------- |
| 1st | 2019年03月12日 | 4+YOUuuu!! | ETPS-18110 | 1. FOR U 2. SEARCH 3. FOR U (INSTRUMENTAL) | 「代々木女子音楽院23」名義 |

## ラジオ番組
渋谷クロスFM
- 代々木女子音楽院の3setパラダイス（毎月第３月曜日 17:00-17:50）

ふくろうFM
- ステラ☆HAPPY Style!  ～森山小百合とお友達になってくれますか？～（毎月第４木曜日 24:00-24:30）